# Proteína quinase ativada por AMP
5' Proteína quinase ativada por AMP, abreviada na literatura como AMPK (do inglês AMP-activated protein kinase) ou 5'-monofosfato-adenosina proteína quinase ativada (AMP-Q) é uma enzima (EC 2.7.11.31) que desempenha um papel na homeostase energética celular. Pertence a uma família de proteínas eucarióticas altamente conservada e seus ortólogos são SNF1 e SnRK1 em leveduras e plantas, respectivamente. Consiste de três (subunidades) proteínas que juntos resultam numa enzima funcional, conservado no processo evolutivo das levedura aos humanos. É expresso em vários tecidos, incluindo o fígado, cérebro e músculos esqueléticos. O efeito líquido (em balanço)  da ativação de AMP-Q é a estimulação da oxidação hepática de ácidos graxos, cetogênese, estimulação de oxidação de ácidos graxos em músculos esqueléticos e absorção de glicose, inibição da síntese de colesterol, lipogênese, e síntese de  triglicerídeos, inibição de lipólise e lipogênese de adipócitos, e modulação da secreção de insulina por células beta pancreáticas.
Não deve ser confundida com proteína quinase ativada por AMP cíclico (proteína quinase A).